# 蘇俄在中國
《蘇俄在中國》，作者聲稱為蔣中正，但實際上是陶希聖等人執筆。

## 簡介
《蘇俄在中國》初稿僅4萬字，由陶希聖執筆。蔣中正在閱讀後拍案叫絕，不斷下令增加篇幅，一再補充至15萬字，分為「中俄和平共存的開始與發展及其結果」、「反共鬥爭成敗得失的檢討」、「俄共『和平共存』的第一目標及其最後的構想」及「俄共在中國三十年來所使用的各種政治鬥爭的戰術，及其運用辯證法的方式之綜合研究」等四部分。
1956年12月1日，《蘇俄在中國》宣告完成:87。1956年12月25日，《蘇俄在中國》在台灣出版。曾任蔣中正秘书的楚崧秋表示，蒋中正曾以一年半的时间完成此书，他所花的精力和时间几乎到了废寝忘食的地步；一篇原约五、六万字的文章，经过蔣中正不断地增补、修改，到定稿出书，竟成为多达24万字的巨著；“一字一句，无不是蒋公心血的结晶。”
1956年，沈劍虹出任總統府秘書，翻譯《蘇俄在中國》一書為英文。
1957年6月24日，《苏俄在中国》再版，英文版由美國紐約法拉爾史特勞與賈德希公司（Farrar, Straus and Cudahy）出版。同時在臺灣再發行一次中文版，中國國民黨同時在臺灣與美國展開宣傳工作；国民党中央宣传部指示党员、军人“认真研读”，并组织座谈会發表心得。日本《每日新聞》還刊出20篇摘要。
1969年，行政院新聞局取得法拉爾史特勞與賈德希公司同意，交由中國出版公司再版《蘇俄在中國》英文版及其後各種外文版13種，銷行全球。

## 譯本
- 《蘇俄在中國》英文初版，由沈劍虹翻譯，出版時間：1956年。
- 《蘇俄在中國》英文再版，由沈劍虹翻譯，美國紐約法拉爾史特勞與賈德希公司出版，出版時間：1957年6月24日。
- 《蘇俄在中國》日文版，由寺島正翻譯，日本時事通信社出版。在中正紀念堂有展示。
- 《蘇俄在中國》韓文版，由中國學會翻譯，韓國隆宇社出版。在中正紀念堂有展示。

### 引用
1. ↑  陳雷等編著：《蔣介石先生年表》，台北：傳記文學出版社，1978年6月1日
2. ↑  Chiang Chung Cheng. . New York: Farrar, Straus and Cudahy. 1957年  [2014-02-26]. ISBN 978-1-179-44618-9. （原始内容存档于2014-06-28）.
3. ↑  行政院新聞局局史－歷任局長訪談－魏景蒙--政通人和 （页面存档备份，存于）（節錄自1988年8月行政院新聞局出版之《行政院新聞局局史—四十年紀要》，張騰蛟輯錄）